# Austreim
Austreim is een plaats in de Noorse gemeente Høyanger, provincie Vestland. Austreim telt 377 inwoners (2007) en heeft een oppervlakte van 0,43 km².